# Yakovia polinae
Yakovia polinae är en nässeldjursart som beskrevs av Lynn Margulis 1989. Yakovia polinae ingår i släktet Yakovia och familjen Corymorphidae. Inga underarter finns listade i Catalogue of Life.